# Ninhursag
Ninhursag (zwana także Ki) – sumeryjska wielka bogini-matka nazywana „matką bogów”, symbol życia i płodności ziemi. Imię Ninhursag znaczy „Pani Gór”. Jako Ninlil była żoną Enlila, „Pana Powietrza”; natomiast jako żona boga słodkich wód praoceanu Enki (babilońskiego Ea) nosi imię Ninki. Znana jest także pod imionami: Aruru, Mama/Mami, Ninmah, Ninsikil, Nintu („Pani Ptaków”).
Ninhursag miała karmić ziemskich władców swym mlekiem, przez co przekazywała im boską naturę. Wielu królów Mezopotamii, w tym także Nabuchodonozor II, nazywało siebie jej dziećmi. Bogini miała związek z narodzinami; nadawała formę życiu w łonie matki i była boską akuszerką bogów i ludzi. Była jednocześnie panią kamienistego pustkowia na obrzeżach Półwyspu Arabskiego.
Ośrodkiem kultu Ninhursag było Kesz, miasto powiązane z Adabem, lub wręcz stanowiąc wydzielony okręg kultowy w jego obrębie. Była jej poświęcona świątynia E-mah w Adabie.

## Mitologia sumeryjska
W micie sumeryjskim Enki i Ninki żyli na wyspie Dilmun, w rajskiej krainie. Boska para miała kilkoro dzieci i w istocie tego związku powstała cała roślinność kraju. Z czasem jednak Enki nawiązał kazirodcze stosunki ze swoimi córkami, co strasznie rozgniewało Ninki. Odzyskawszy nasienie Enkiego z ciała bogini-pająka Uttu, zasadziła je w ziemi. Z nasienia wyrosło osiem roślin. Kiedy Enki skosztował każdej z nich, choroba ogarnęła osiem części jego ciała. Jedynie Ninki mogła go uleczyć i uczyniła to, umieszczając go w swym łonie, z którego ponownie się narodził.